# Нижні Ружбахи
Нижні Ружбахи або Ніжне Ружбахи (словац. Nižné Ružbachy) — село в Словаччині, Старолюбовняському окрузі Пряшівського краю. Розташоване в північно-східній частині Словаччини в Левоцьких горах в долині Попраду.
Вперше згадується у 1287 році.
В селі є римо-католицький костел з кінця 13 ст. в стилі готики.

## Населення
| Рік:            | 1994. | 2004.   | 2014.   | 2024.   |
| --------------- | ----- | ------- | ------- | ------- |
| Кількість осіб: | 649   | 639     | 634     | 622     |
| Різниця:        |       | -1,54 % | -0,78 % | -1,89 % |

| Рік:            | 2023. | 2024.   |
| --------------- | ----- | ------- |
| Кількість осіб: | 620   | 622     |
| Різниця:        |       | +0,32 % |

В селі проживає 616 осіб.
Національний склад населення (за даними останнього перепису населення — 2001 року):
- словаки — 99,69%

Склад населення за приналежністю до релігії станом на 2001 рік:
- римо-католики — 98,11%,
- греко-католики — 0,94%,
- православні — 0,16%,
- не вважають себе віруючими або не належать до жодної вищезгаданої церкви- 0,79%